# Idiot's Delight
Idiot's Delight is een Amerikaanse muziekfilm uit 1930 onder regie van Clarence Brown. Het scenario is gebaseerd op het gelijknamige toneelstuk uit 1936 van de Amerikaanse toneelschrijver Robert E. Sherwood. Destijds werd de film in Nederland uitgebracht onder de titel De kermis der dwaasheid.

## Verhaal
Op het eind van de Eerste Wereldoorlog keert de artiest Harry terug van het leger. Hij wil zijn carrière hervatten, maar hij heeft weinig succes. Hij krijgt de kleinerende baan als assistent van een gedachtelezer. Intussen ontmoet hij Irene, een acrobate met veel fantasie. Ze overtuigt hem om samen met haar een telepathienummer samen te stellen. Ze krijgen een kortstondige verhouding, maar Harry moet al snel doorreizen.
Enkele jaren later toert Harry door Europa met zijn muzikale voorstelling. Als hij op weg naar Genève aan de grens wordt tegengehouden, besluit hij te overnachten in een hotel. Daar loopt hij Irene tegen het lijf. Ze doet zich nu voor als een blondje met een Russisch accent. Toch herkent hij haar meteen. Ze doet eerst alsof ze hem niet herkent, maar ze geeft uiteindelijk toe aan haar verlangens. Als het hotel dreigt te worden gebombardeerd, zorgt Harry ervoor dat iedereen in veiligheid wordt gebracht. Irene blijft aan zijn zijde staan. Te midden van de vernieling verklaren ze hun liefde aan elkaar.

## Rolverdeling
| Acteur             | Personage         |
| ------------------ | ----------------- |
| Norma Shearer      | Irene             |
| Clark Gable        | Harry             |
| Edward Arnold      | Achille Weber     |
| Charles Coburn     | Dokter Waldersee  |
| Joseph Schildkraut | Kapitein Kirvline |
| Burgess Meredith   | Quillery          |
| Laura Hope Crews   | Madame Zuleika    |
| Richard Gallagher  | Donald Navadel    |
| Peter Wiles        | Mijnheer Cherry   |
| Pat Paterson       | Mevrouw Cherry    |
| William Edmunds    | Dumptsy           |
| Fritz Feld         | Pittatek          |
| Virginia Grey      | Shirley           |
| Virginia Dale      | Francine          |
| Paula Stone        | Beulah            |
| Bernadene Hayes    | Edna              |
| Joan Marsh         | Elaine            |
| Lorraine Krueger   | Bebe              |

## Achtergrond
Verscheidene filmstudio's aasden op de filmrechten van het succesvolle toneelstuk uit 1936, waaronder Metro-Goldwyn-Mayer, RKO en Warner Bros. Metro-Goldwyn-Mayer kocht de rechten voor een aanzienlijk bedrag van 125.000 dollar. Greta Garbo werd de hoofdrol aangeboden, maar zij sloeg de rol af. Deze ging hierna naar Norma Shearer, die in haar eerste en enige muziekfilm speelt. Ook voor Clark Gable was de film zijn eerst en enige muziekfilm. Hij had destijds een imago van een macho en wilde in eerste instantie niet dansen en zingen. Hij besloot uiteindelijk aan één zang- en dansscène mee te doen; Puttin' on the Ritz. Lana Turner zou ook een kleine rol spelen in de film en liet speciaal voor een scène haar haar blonderen. Wegens medische redenen moest ze zich uiteindelijk terugtrekken. Toch hield ze iets over aan Idiot's Delight: Haar blonde haar zorgde ervoor dat Turner doorbrak als actrice.
De film werd in de Verenigde Staten een aardig succes, maar deed het niet goed in Europa. Het werd verboden in Estland, Frankrijk, Spanje, Italië en Zwitserland. De film werd wel vertoond in Nederland, maar mocht alleen bekeken worden door personen boven de achttien jaar oud. Shearer kreeg veel kritiek in deze film. Zo zou ze Greta Garbo te veel imiteren en was ze aan het overacteren.